# Leda Sadala
Leda Maria Sadala Brito (Almeirim, 11 de junho de 1966) é uma contadora  e política brasileira filiada ao Progressistas (PP).

## Política
Em 2018 foi eleita deputada federal pelo Amapá.
É irmã do ex-prefeito de Santana Ofirney Sadala.